# Leptorhoptrum
Leptorhoptrum robustum és una espècie d'aranya araneomorfa de la subfamília Erigoninae, dins de la família Linyphiidae. És l'únic membre del gènere monotípic Leptorhoptrum.
Fou descrit per primera vegada per C. Chyzer & Władysław Kulczyński in 1894,
És un endemisme de la zona holàrtica, trobant-se només al Japó i a Rússia.
És un sinònim del gènere Nanavia Chamberlin & Ivie, 1933